# Яуза
Я́уза — малая река в Московской области и Москве, левый, самый крупный в пределах столицы приток реки Москвы.
Длина — 48 км. Протяжённость реки в черте столицы составляет 27,6 км. Площадь водосборного бассейна — 452 км². Среднегодовой расход воды в устье — 6 м³/с. Устье Яузы находится в центре Москвы, у Большого Устьинского моста.
В 1908 году правый берег Яузы на участке от впадения реки Копытовки до пересечения с Камер-Коллежским валом становится официальной границей города Москвы.
Высота истока — 145 м над уровнем моря. Высота устья — 115 м над уровнем моря.

## Притоки
Всего притоков у Яузы — 18: из них 12 — правых и 6 — левых.
- правые: Работня, Сукромка, Чермянка, Лихоборка, Каменка, Горячка, Копытовка, Путяевский ручей, Олений ручей, Рыбинка, Чечёра, Черногрязка;
- левые: Ичка, Будайка, Богатырский ручей, Хапиловка, Синичка, Золотой Рожок.

## Происхождение названия
Яуза упоминается в летописи под 1156 годом как Ауза. В. Н. Топоров сопоставляет название реки с балтийскими словами — латышским Auzes и латышским апеллятивом auzājs, auzaine и др. в значении «стебель овса, ость, солома». Название может происходить от *vǫz- (узел, вязать) с приставкой ja-, то есть «связывающая река».

## Судоходство
Яуза проходима для небольших судов от устья до Глебовского моста (около 10 км). Эпизодически, во время дноуглубительных работ, на Яузе появляются суда «Мосводостока» — организации, на которую возложена ответственность за состояние реки. Доступен для мотоботов также верхний участок Яузы от Богатырского моста до Ярославского шоссе длиной более 3 км. Данный участок использовался техническим флотом во время реконструкции Яузы в начале 2000-х гг. Ширина реки на «судоходном» участке составляет 20—25 метров, за исключением участка акватории верхнего бьефа, прилегающего к Яузскому гидроузлу. Там ширина реки достигает 65 метров. На этом участке река заключена в каменные (бетонные) набережные высотой до трёх метров. Имеются несколько «спусков-пристаней», оборудованных швартовными кнехтами. Самый «верхний» причал находится у Преображенского метромоста, у которого находится граница «судоходства» по Яузе.
Судоходная обстановка на Яузе представлена знаками «Якоря не бросать», установленными на стенках набережных. Самый верхний знак находится выше моста Ярославского шоссе. На шлюзе Сыромятнического гидроузла установлены светофоры. Над верхними воротами установлен знак «Надводный габарит — 6.0 м». Над плотиной — предупреждающие красные огни.
Ещё в летописях Яуза упоминается как важнейшая транспортная артерия Древней Руси. Она была частью речного пути из Москвы-реки в Клязьму, соединяя Москву и Владимир.

## План реконструкции Яузы
Работы по строительству набережных на судоходном участке реки, в основном, были завершены к 1940 году. По Генеральному плану 1935 года Яуза должна была войти в Водное кольцо Москвы. План предусматривал строительство Северного канала (Химкинское водохранилище — Яуза) и шлюзование Яузы путём постройки нескольких низконапорных гидроузлов. В общей сложности предполагалось сооружение шести гидроузлов: шлюза и судоподъёмника на Северном канале и четырёх шлюзов на Яузе. По всей видимости, план капитальной реконструкции Яузы просуществовал до середины 1960-х годов. Об этом можно судить по строительству набережных, которое велось до начала 1970-х гг. выше Ростокинского акведука и выше Оленьего моста. «Плановая» ширина русла (расстояние между стенками набережных) составляет 20—25 м, что значительно превышает размеры русла Яузы в естественном состоянии. Однако этот план не был реализован, за исключением постройки в 1940 году в 3 км от устья реки Сыромятнического гидроузла с судоходным шлюзом. Для «обводнения» Яузы в 1940 году был построен небольшой Лихоборский (Головинский) деривационный канал, по которому волжская вода через Канал имени Москвы и Химкинское водохранилище поступает в Головинские пруды и далее в приток Яузы Лихоборку. Канал прошёл по трассе одного из участков Северного канала.

## Сыромятнический гидроузел
Сыромятнический гидроузел (также Яузский, первоначально должен был иметь № 4) был построен в 1940 году в трёх километрах от устья на Яузе по проекту архитектора Г. П. Гольца (1893—1946). Название гидроузлу было дано по находившейся рядом Сыромятной слободе (Сыромятники).
Ниже плотины гидроузла у правого берега установлены мусороулавливающие боны. Здесь же находится база-стоянка судов «Мосводостока». Собранный с акватории центральной части Москва-реки и Яузы мусор загружается на шаланды и отвозится на базу в Курьяново.
В 2005—2006 годах на гидроузле был проведён капитальный ремонт. Был отремонтирован шлюз и заменён затвор водосливной плотины. В начале 2000-х гг. были проведены работы по капитальному ремонту стенок набережных. Нижний бьеф гидроузла находится в зоне подпора Перервинского гидроузла на Москва-реке со средней глубиной в Яузе 1,5 м. Верхний «судоходный» бьеф до Оленьего (Глебовского) моста находится в плохом состоянии.

## Спрямление русла Яузы
- В 1950-х годах в районе Электрозавода проводились работы по спрямлению русла Яузы, как реализация Генерального плана реконструкции Москвы 1935 года[9]. В рамках работ по спрямлению русла был построен новый Электрозаводский мост. Разница старого и нового русла Яузы видна на сравнительных картах Москвы 1952 г. и современной карте[10].
- В 1970-х годах в районе Медведково проводились работы по спрямлению русла Яузы. Вызваны они были сложностью строительства метромоста нового участка Калужско-Рижской линии Московского метрополитена, а также с предполагавшейся застройкой правого берега реки (на месте, где находилось старое русло Яузы, впоследствии были построены два жилых квартала между проездом Шокальского и Сухонской улицей)[11]. Работы по спрямлению русла Яузы в районе Медведково были завершены в 1979 году.

## Дноуглубительные работы
Ранее, когда Яуза использовалась как городская снеговалка, на реке регулярно проводились дноуглубительные работы.
В конце августа 2008 года после многолетнего перерыва на Яузе проводились дноуглубительные работы, которые продолжались до конца октября. За два месяца был расчищен участок длиной в несколько сот метров вдоль правого берега реки на Рубцовской набережной выше Госпитального моста. В работах принимали участие плавкран «ПК-141», буксирные катера «Нептун» и «Юпитер» с двумя шаландами вместимостью 40 м³ каждая. В верхнем бьефе Яузского гидроузла у шлюза и плотины проводилась расчистка акватории с помощью рефулерного земснаряда.
В 2009 году работы были продолжены, но в малых объёмах. Была проведена очистка шлюзовой камеры с помощью землесоса.
В 2010 году была проведена выборочная расчистка русла Яузы в районе Электрозаводского моста. Ввиду мелководности участка пришлось использовать для буксировки шаланд мелкосидящие катера типа «КС-100» — «Сходня» и «Сетунь».
В июле 2011 года проводились дноуглубительные работы в нижнем бьефе, на акватории, примыкающей к гидроузлу.
В 2013 году работы продолжились. Проводилась расчистка русла плавкраном «ПК-141» вдоль правого берега вниз по течению от Сыромятнической до Серебрянической набережных. В ноябре 2013 года началась расчистка русла Яузы в районе Оленьего моста с помощью земснаряда «WATERMASTER».
Весной 2014 года работы продолжились в районе Матросского моста. В апреле 2014 года «WATERMASTER» начал работу в районе Лефортовского моста. На берегу у моста был установлен сортировочный «завод» для обработки пульпы, подаваемой с земснаряда.

## Экология
Ещё в конце XIX — начале XX века на страницах «Энциклопедического словаря Брокгауза и Ефрона» говорилось: «По берегам Я. в черте города и его непосредственных окрестностях много фабрик и красильных заведений, вследствие чего вода реки сильно загрязнена, окрашена и совершенно негодна для питья».
Ныне русло Яузы заполнено наносами и различным мусором. Река сильно загрязнена неочищенными стоками и нефтепродуктами. Особенно сильно загрязнён участок Яузы от устья Хапиловки (Электрозаводский мост). Участились случаи отравления рыбы в реке. Вода имеет специфический «яузский» запах.

## Фауна

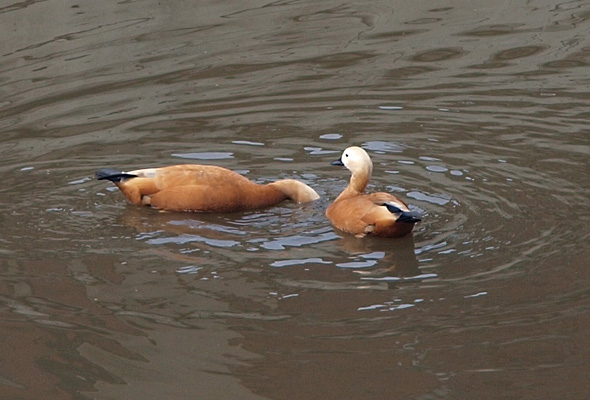
Огари в Яузе

Из рыб в верхнем течении Яузы (в районе Медведкова) наиболее распространены мелкие плотва и окунь, попадаются щурята. В нижнем течении основная рыба — уклейка, эпизодически встречаются щука и даже жерех.

## Строения

### Мосты через Яузу
В черте Москвы на Яузе 25 автодорожных, 5 железнодорожных и два метромоста: Преображенский — между станциями «Сокольники» и «Преображенская площадь», и Медведковский — между станциями «Бабушкинская» и «Медведково»; на этом участке путепровод метро проходит в туннеле и присыпан землёй, а над рекой на опорах проложены трубы теплоцентрали и пешеходная аллея, — поэтому этот мост малозаметен.
Всего насчитывается 6 мостов, по которым ходит трамвай (в том числе один мост только для трамвая), 7 — по которым ходил троллейбус и 33 — пешеходных.

### Тоннели под Яузой
- Лефортовский тоннель — часть третьего транспортного кольца с движением «против часовой стрелки» (та часть, что «по часовой стрелке», пересекает Яузу по мосту).
- Метротоннели Калужско-Рижской линии метро — на перегоне между станциями Ботанический сад и ВДНХ.
- Метротоннели Большой Кольцевой линии метро — на перегоне между станциями Сокольники и Электрозаводская.
- Метротоннели Арбатско-Покровской линии метро — на перегоне между станциями Бауманская и Электрозаводская.
- Метротоннели Люблинско-Дмитровской линии метро — на перегоне между станциями Римская и Чкаловская.
- Метротоннели Таганско-Краснопресненской линии метро — на перегоне между станциями Китай-город и Таганская.
- Метротоннели Кольцевой линии метро — на перегоне между станциями Курская и Таганская.

### Здания на берегу Яузы
На правом берегу Яузы стоят корпуса Московского государственного технического университета им. Н. Э. Баумана. Здесь же (теперь с набережной не просматривается) стоит Лефортовский дворец. На противоположном берегу раскинулся Лефортовский парк, а за ним на высоком берегу стоит Екатерининский дворец. Рядом на правом берегу за Лефортовским мостом стоит здание КБ Туполев, где ранее размещалась знаменитая «Туполевская шарага».
В Медведково на правом берегу восстанавливается храм Серафима Саровского. На высоком левом берегу Яузы стоят Андроников монастырь и храм Сергия Радонежского в Рогожской слободе.
В устье на левом берегу стоит жилой дом на Котельнической набережной.

## Яуза в искусстве
Песня «Лодочка» («Плыла, качалась лодочка по Яузе-реке…») из фильма «Верные друзья» (1954). Музыка — Тихон Хренников, слова — Михаил Матусовский.

## Галерея

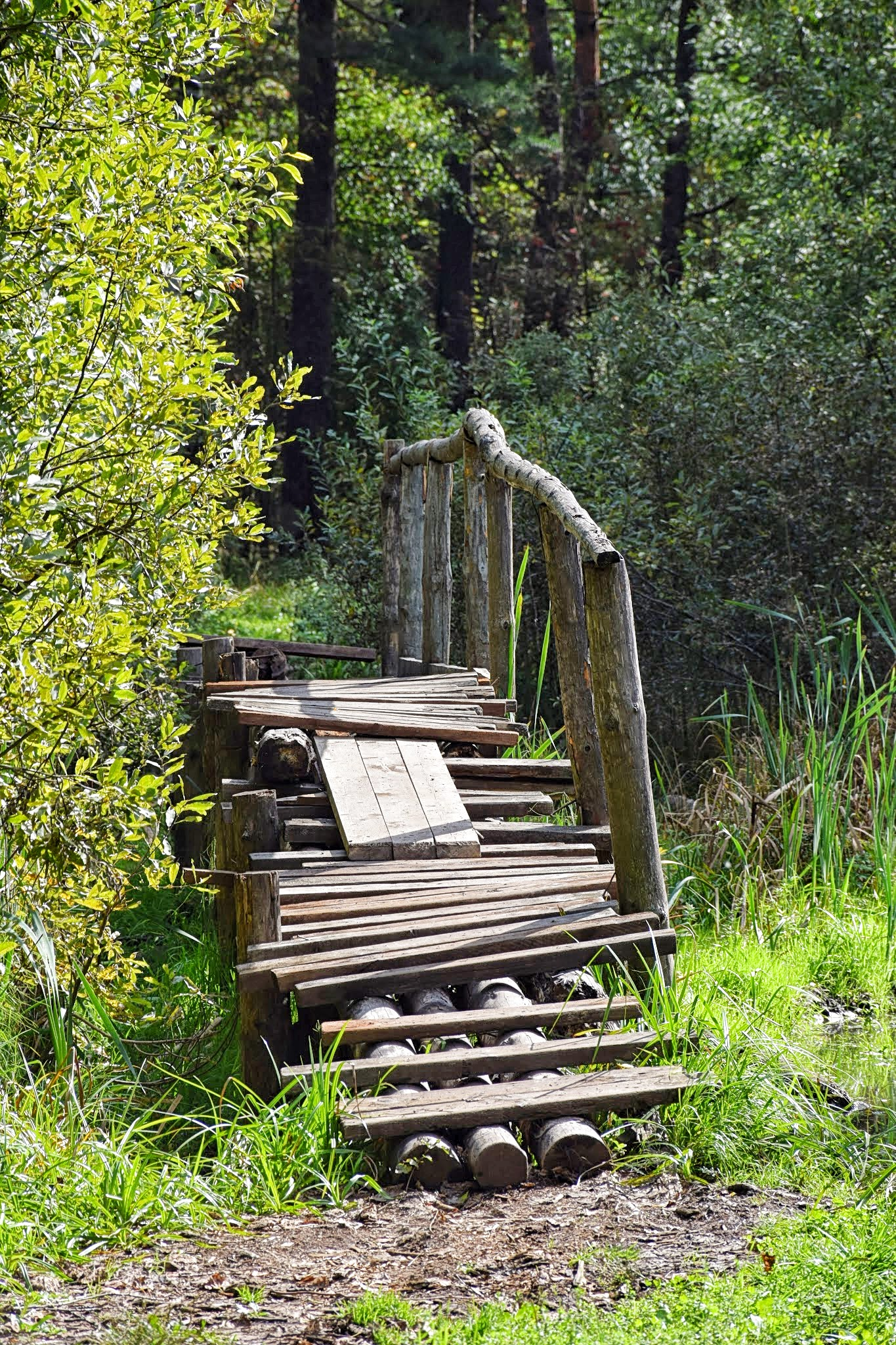
Исток Яузы
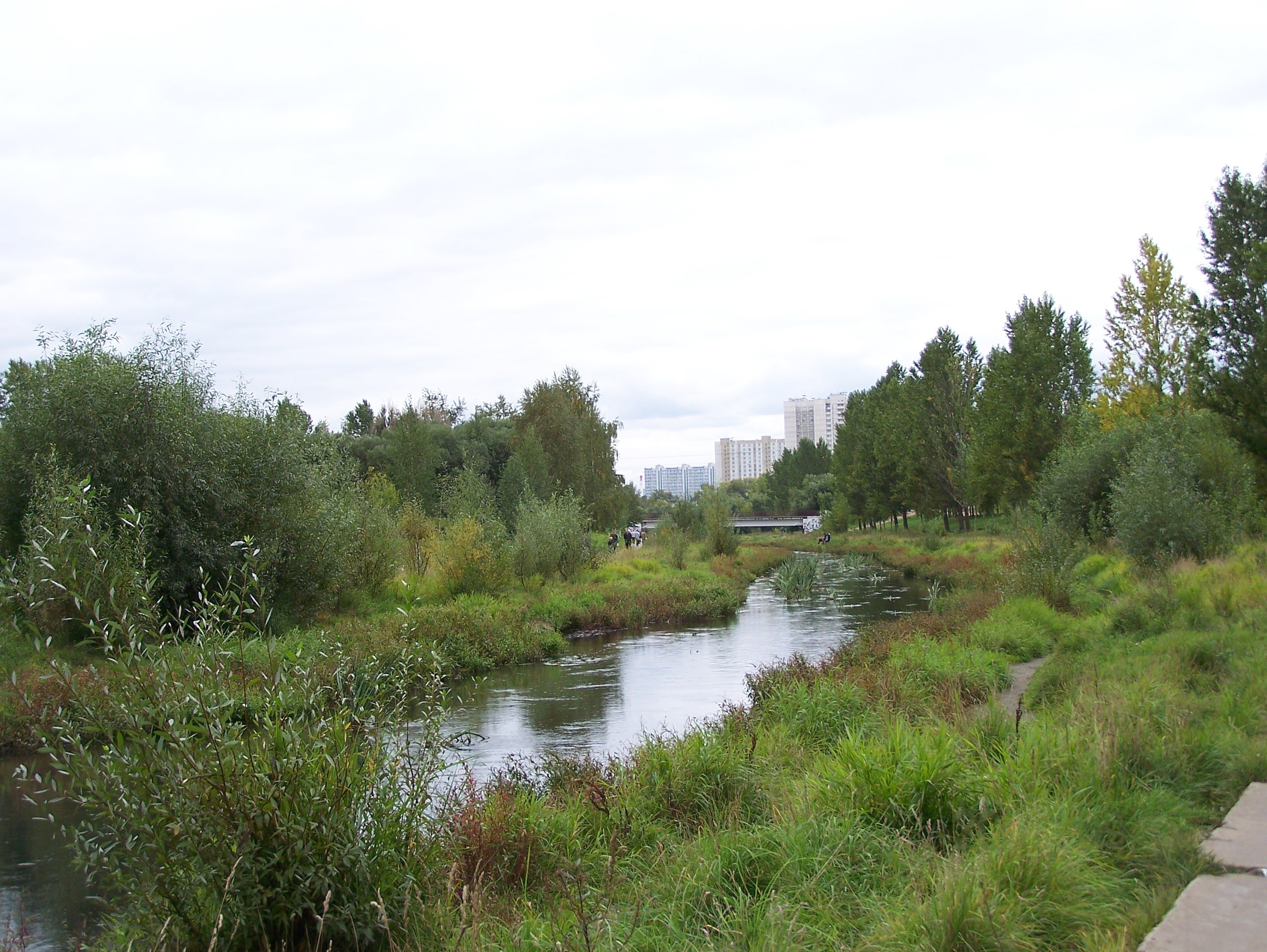
Вид на 1-й Медведковский мост
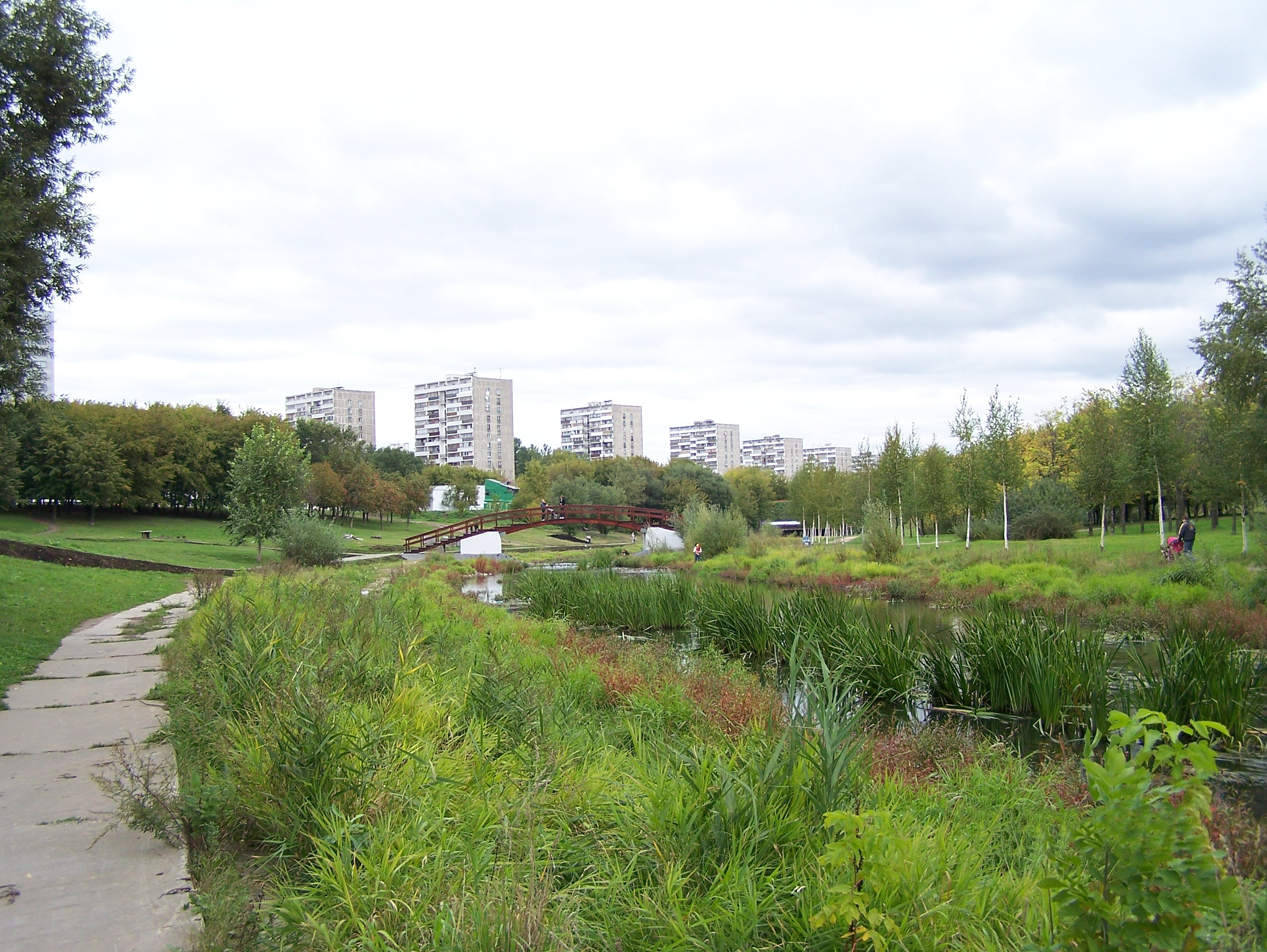
Рекреационная зона около Сухонской улицы
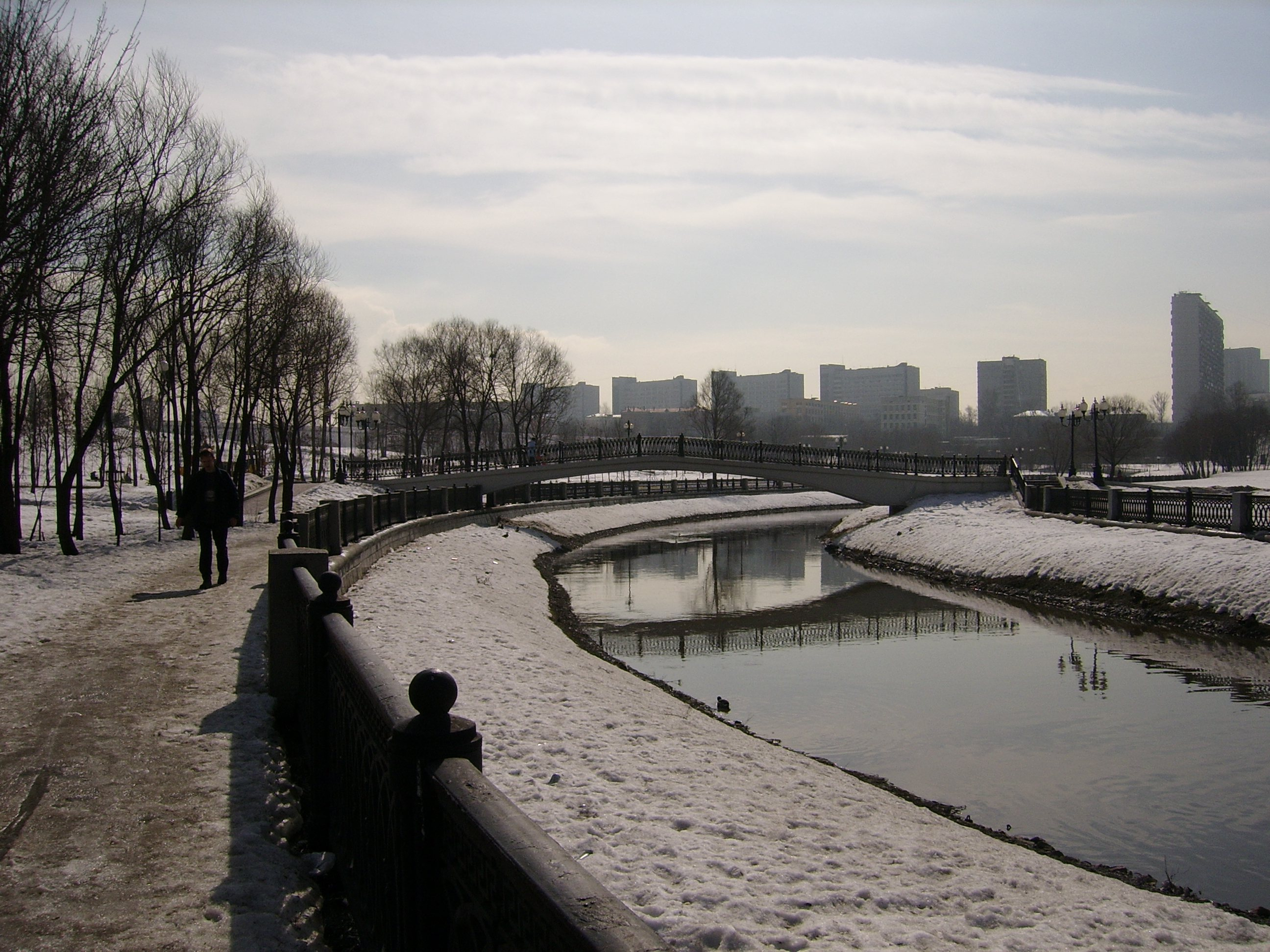
Рекреационная зона около Ростокинского акведука
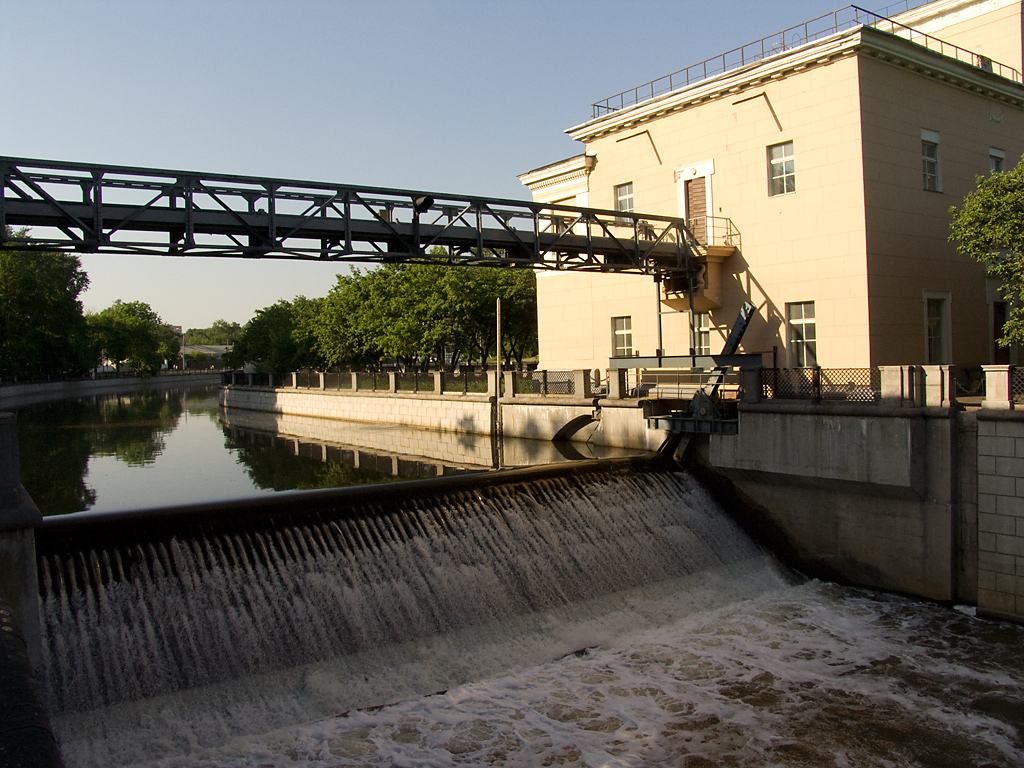
Сыромятнический гидроузел
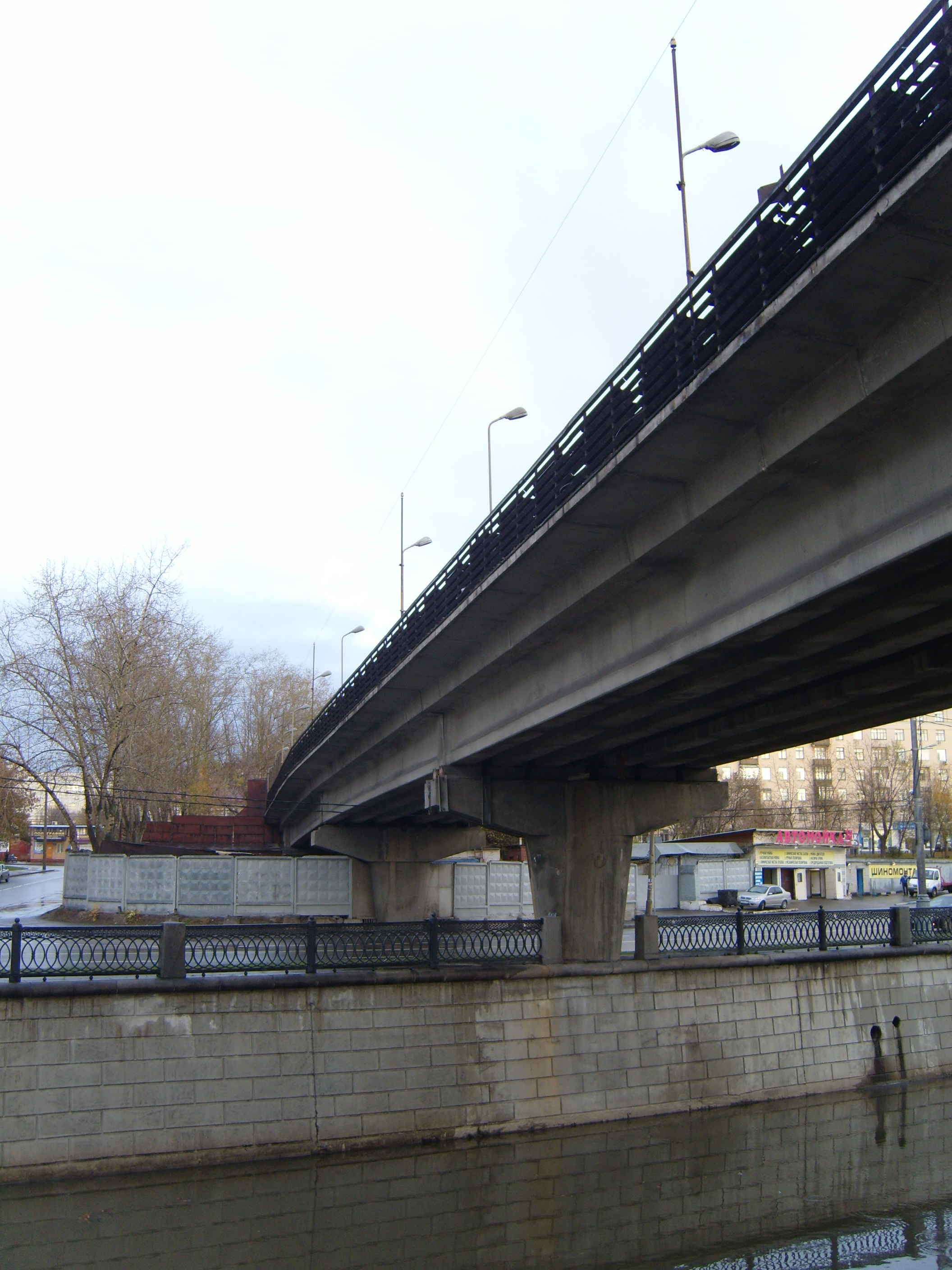
Преображенский метромост
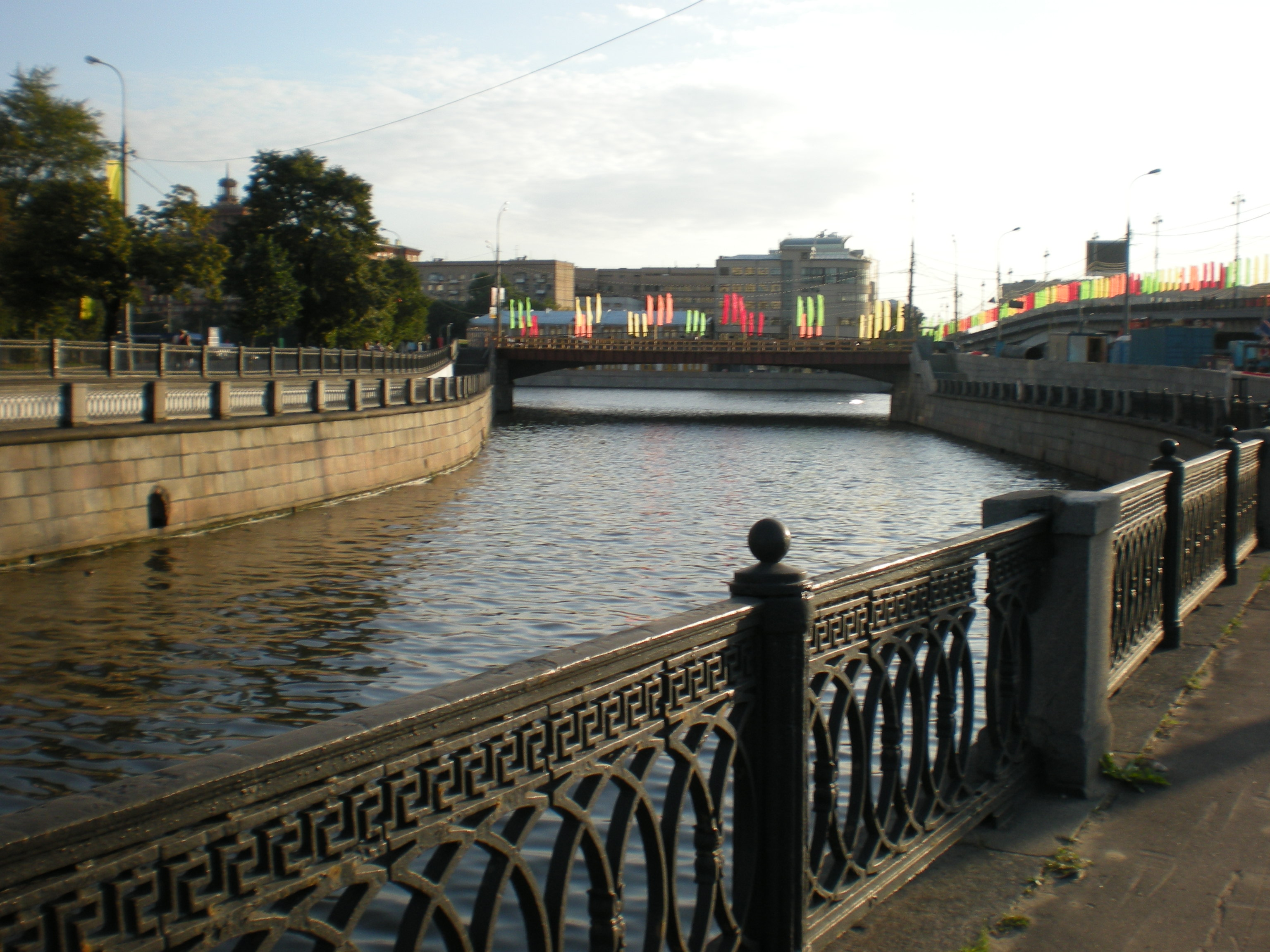
Устье реки Яузы в районе Котельнической набережной
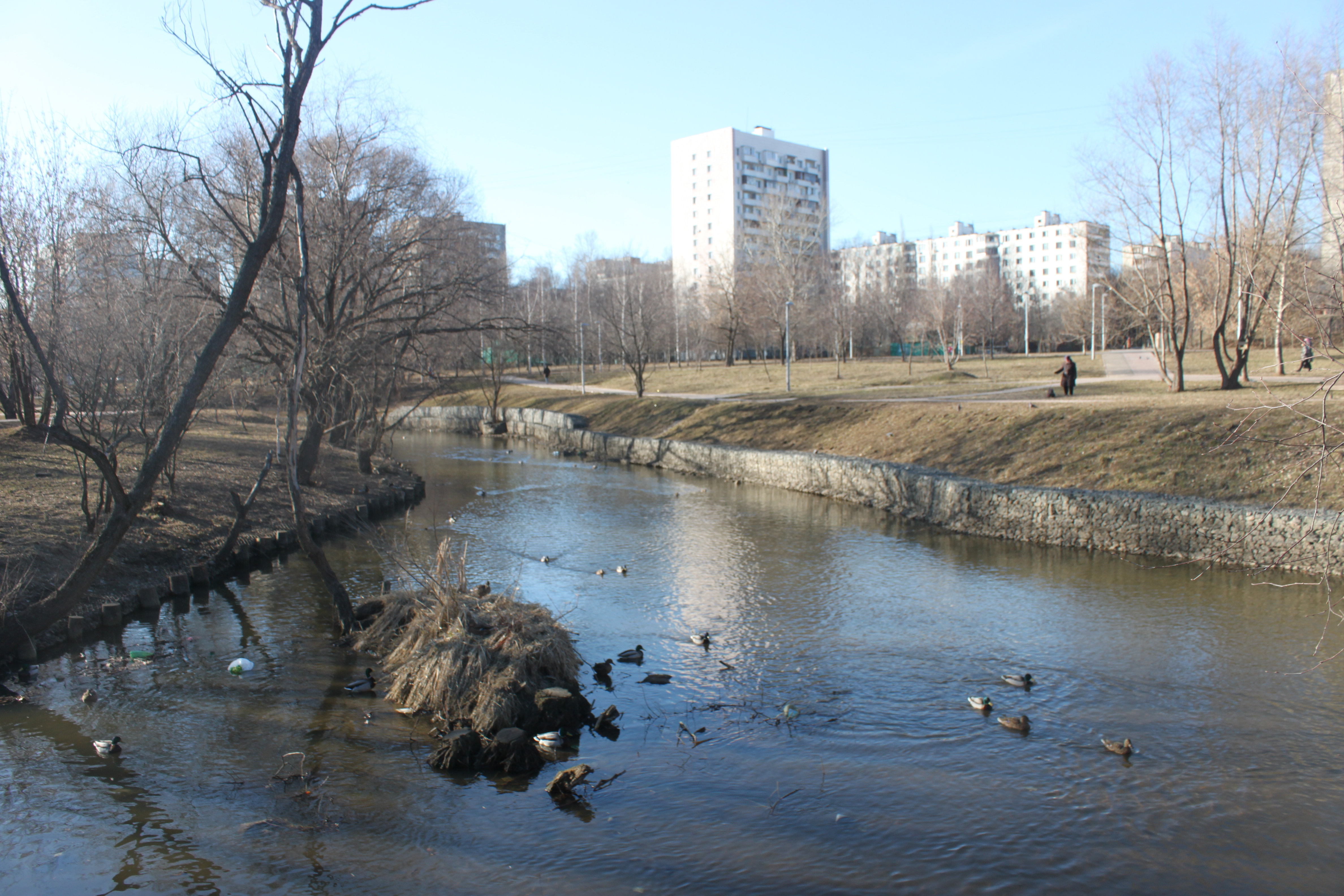
Яуза в Северном Медведкове
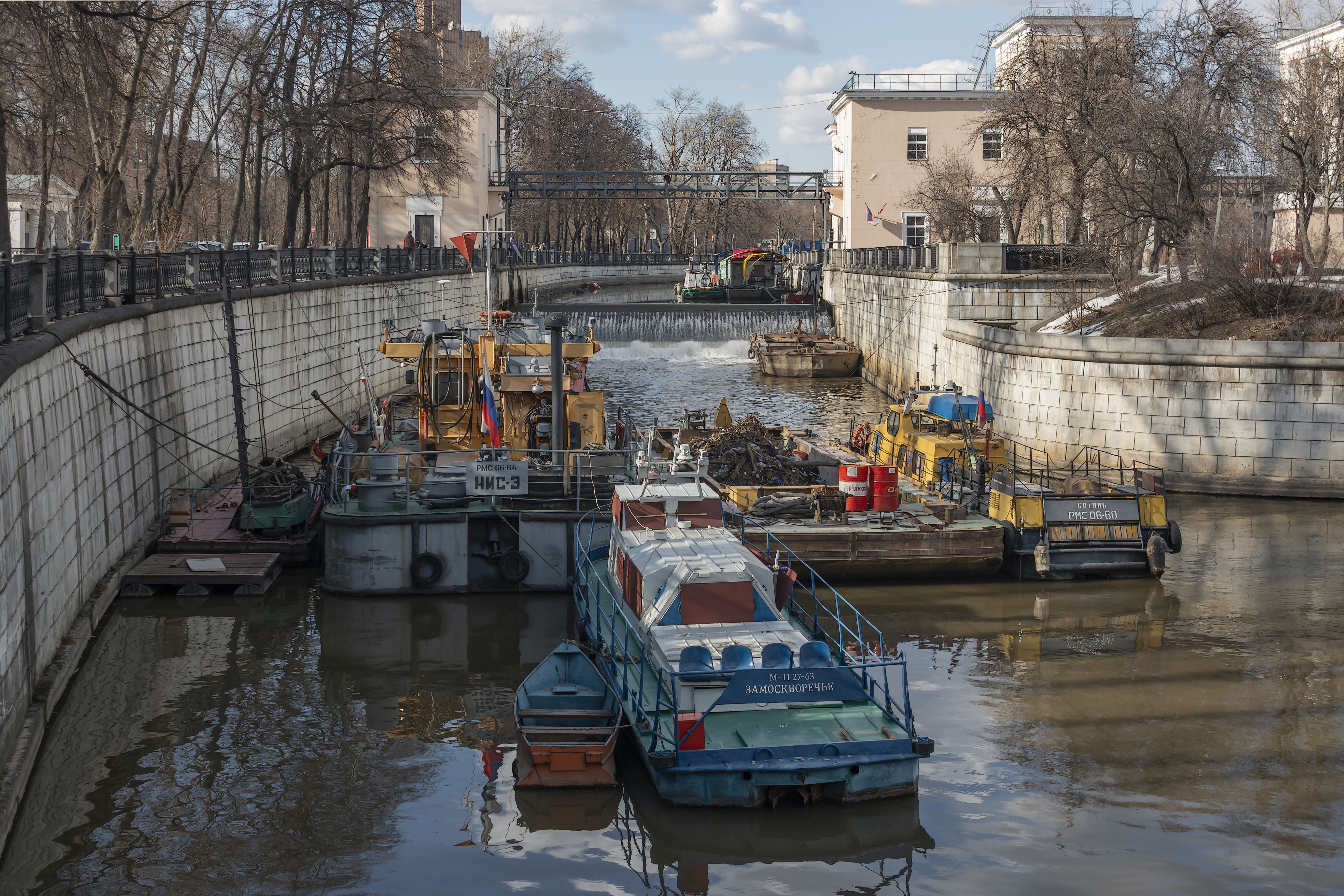
Шлюз
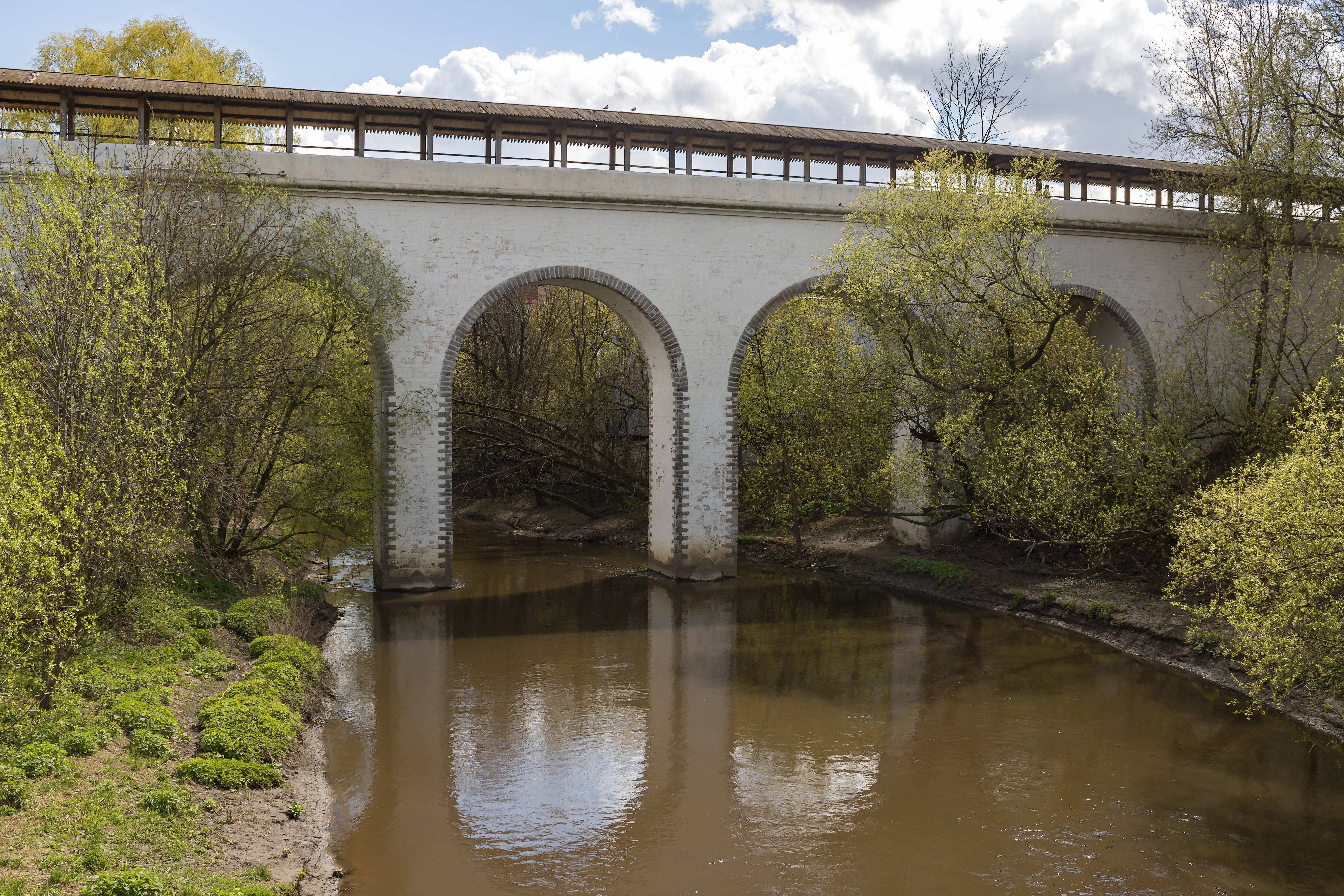
Ростокинский акведук